# 威廉·克鲁克香克
威廉·克鲁克香克（William Cruickshank，出生于1740年或1750年左右， 逝世于1810年或1811年）是一位苏格兰外科军医和化学家，也是伍利奇皇家军事学院的化学教授。
1780年10月5日，威廉·克鲁克香克获得英国皇家外科医学院颁发的文凭。1788年3月，他成为伍利奇皇家军事学院阿代尔·克劳福德的助理，年薪30英镑。 1802年6月24日，他成为英国皇家学会 (FRS) 会员。

## 发现和发明
他于 1800 年确定一氧化碳是一种含有碳和氧的化合物。1800 年他使用氯气净化水，并发展了氯碱工艺。

### 化学元素锶
一些人认为克鲁克香克首先发现苏格兰矿物菱锶矿中存在未知元素锶，这种矿物在阿盖尔郡的村庄Strontian附近被发现，Strontian也是元素锶的英文名称。 另一些人认为阿代尔·克劳福德首先发现这个新的元素锶，菱锶矿具有使火焰呈现红色的特性。英国化学家汉弗里·戴维首先从矿物中分离出单质锶。